# Domenico Piemontesi
Domenico Piemontesi (Boca, 11 gennaio 1903 – Borgomanero, 1º giugno 1987) è stato un ciclista su strada italiano.
Professionista dal 1922 al 1938, vinse undici tappe al Giro d'Italia e varie classiche del panorama italiano, fra cui la Tre Valli Varesine (2 volte) e il Giro di Lombardia.

## Carriera
Al suo esordio tra i professionisti, vinse nel '22 la Tre Valli Varesine. Nel 1927 fu terzo ai primi Campionati del mondo professionisti, corsi al Nürburgring, alle spalle di Alfredo Binda e Costante Girardengo.
Vinse il Giro di Lombardia del 1930, ma venne squalificato per irregolarità commesse nella volata; vi si impose nuovamente nel 1933, terminando secondo nel 1932 e 1934. Partecipò due volte al Tour de France, ma si ritirò in entrambe le occasioni prima del termine della corsa. Fu protagonista di dodici edizioni del Giro d'Italia, in cui vinse undici tappe. Insieme a Learco Guerra vinse il Giro della Provincia di Milano a cronometro nel 1936. Sue furono anche le seguenti classiche italiane: Tre Valli Varesine del 1932, Giro dell'Emilia e Milano-Modena del 1927.
Fu medaglia d'argento al Campionato italiano del 1927 e medaglia di bronzo nel 1929. Si piazzò terzo, infine, nella Milano-Sanremo del 1927, conclusasi con la vittoria di Pietro Chesi su Binda. Detto "il Ciclone di Boca", il suo temperamento battagliero trovò  espressione nel detto "o la va o la spacca", cui ancora oggi lo si associa nel mondo del ciclismo.
Fu poi direttore sportivo di corridori quali Pasquale Fornara e Gastone Nencini.
Morì nel 1987 e la salma è oggi tumulata presso il cimitero di Boca.

## Palmarès

### Strada
- 1922 (Gloria, una vittoria)

Tre Valli Varesine
- 1923 (Atala, una vittoria)

Coppa Ucat
- 1924 (Ancora, due vittorie)

Genova-Ventimiglia
Coppa Azzini
- 1925 (Ancora, due vittorie)

Coppa Giubileo
Trofeo Morgnani-Ridolfi
- 1926 (Alcyon-Dunlop, due vittorie)

1ª tappa Giro d'Italia (Milano > Torino)
2ª tappa Giro d'Italia (Torino > Genova)
- 1927 (Bianchi, tre vittorie)

4ª tappa Giro d'Italia (Lucca > Grosseto)
Giro dell'Emilia
Milano-Modena
- 1928 (Bianchi, sei vittorie)

1ª tappa Giro d'Italia (Milano > Trento)
6ª tappa Giro d'Italia (Foggia > Napoli)
7ª tappa Giro d'Italia (Napoli > Roma)
9ª tappa Giro d'Italia (Pistoia > Modena)
12ª tappa Giro d'Italia (Torino > Milano)
Groβer Sachsenpreis
- 1929 (Bianchi, una vittoria)

12ª tappa Giro d'Italia (La Spezia > Parma)
- 1930 (Bianchi, una vittoria)

5ª tappa Giro d'Italia (Catanzaro > Cosenza)
- 1932 (Gloria, tre vittorie)

3ª tappa Volta a Catalunya (Tortosa > Cervera)
5ª tappa Volta a Catalunya (La Seu d'Urgell > Girona)
Tre Valli Varesine
- 1933 (Génial Lucifer, una vittoria)

Giro di Lombardia
- 1934 (Maino, tre vittorie)

Prova su strada Giro della Provincia di Milano (con Learco Guerra)
Classifica finale Giro della Provincia di Milano (con Learco Guerra)
1ª tappa Tour de Suisse (Zurigo > Davos)
- 1935 (Maino, una vittoria)

2ª tappa Giro d'Italia (Cremona > Mantova)

#### Altri successi
- 1929 (Bianchi)

Criterium di Genève
- 1933 (Génial Lucifer)

Criterium di Zurigo

### Pista
- 1926

Prova su pista Giro della Provincia di Milano (con Pietro Linari)
Prova dell'australiana Giro della Provincia di Milano (con Pietro Linari)
- 1929

Prix Dupré-Lapize, Americana (Parigi, con Alfredo Binda)
- 1936

Prova dell'australiana Giro della Provincia di Milano (con Giuseppe Olmo)

## Piazzamenti

### Grandi giri
- Giro d'Italia

1923: ritirato
1926: ritirato
1927: ritirato
1928: 20º
1929: 2º
1930: 11º
1931: ritirato
1932: non partito (9ª tappa)
1933: 3º
1934: 7º
1935: 42º
1936: 6º
1937: 34º
- Tour de France

1930: non partito (10ª tappa)
1933: squalificato (9ª tappa)

### Classiche
- Milano-Sanremo

1923: ritirato
1927: 3º
1930: 3º
1931: 3º
- Parigi-Roubaix

1933: 20º
- Giro di Lombardia

1922: 12º
1923: ritirato
1926: 6º
1930: 4º
1932: 2º
1933: vincitore
1934: 3º
1935: 13º

### Competizioni mondiali
- Campionati del Mondo

Parigi 1924 - In linea Dilettanti: 11º
Nürburgring 1927 - In linea Professionisti: 3º
Zurigo 1929 - In linea Professionisti: 9º

## Curiosità
È citato nel film "Fantozzi contro tutti" come terzo classificato alla Milano-Sanremo 1931.